# 島崎晃
島崎 晃（しまざき あきら、1941年 - ）は、イギリスの政治家。ニックネームはJack Bara Caws。西ウェールズの町カーディガンで、2012年から2017年まで町議会議員を務めた。
2017年時点で、日本人として唯一、イギリスの町議会議員を務めていたことで知られる。なお、国籍は2000年以降イギリスである。

## 経歴
1941年、栃木県那須郡佐久山町（現大田原市）に生まれる。実家は造り酒屋であった。大田原市立佐久山小学校、大田原市立佐久山中学校、学習院高等科を経て、学習院大学文学部哲学科でイギリス哲学を専攻する。大学時代は小松茂夫に師事し、大学卒業後、1967年にイングランド南東部コルチェスターに語学留学する。病気の母親を看取るために日本へ帰国した後に、1969年にウェールズ大学大学院アベリストウィス校国際政治学科にブリティッシュカンシルの推薦で留学する。在学中にウェールズ民族党の党大会に誘われて参加し、ウェールズで著名な平和主義者及び民族主義者Waldo Williamsの甥でカーディガンで英雄視されていた民族主義者David.I.I.Williamsと意気投合する。1972年にカーディガンへ移住しカフェを開業する。カフェの名前は「Bara Caws」、ウェールズ語で「パンとチーズ」の意味であり、ウェールズ語でのあいさつにも使われるフレーズである。ニックネームもここから来ている。「Bara Caws」は、ウェールズ民族党党員の溜まり場にもなっており、民族党の過激派の一員として自身も警察のブラックリストに載っていたと後に島崎は述懐している。3年後に「Bara Caws」を閉めると、その後、スコットランド、ナイジェリア、アルジェリアでのケータリング業務を10年行い、カフェの再開資金を稼ぐが、イギリス内務省から自発的帰国を促す通達を受ける。イギリス入国管理局に勤めるスコットランド人審査官の助けもあり、特例としてイギリス入国を認めさせるためにカーディガンなどで署名活動が行われ、2週間で1200名分の署名が集まった、また労働ビザが比較的に下りやすいと考えられている日本語の指導に就き、カレッジでの教鞭を経てイギリス特許庁長官と特許庁職員に日本語を指導するようになった。商業ビザのほうはそれでも下りず、地元の国会議員に催促したところ、在住期間が長いことから2000年に永住権の獲得に至った。
永住権を獲得した頃から、周囲の住民たちの中から島崎を町長に推す声が高まってきた。町長になるには町議会議員の経験が必要ということで、定年退職を機にゆかりのあったウェールズ民族党よりカーディガンの町議会議員選挙に出馬し、2012年5月に2位で当選した。国政を含め、日本人が議員となったのはイギリス史上初の事例となる。David.I.I.Williamsによれば、島崎の存在は西ウェールズにおいて、ウェールズ人の民族主義意識の昂揚に少なからぬ影響をもたらしたと言われている。
2017年5月、任期満了で町議会議員を辞職。再出馬を求める声もあったが、年齢を理由に固持し、引退となった。